# Орестиас (дим)
Орестиа́с (греч. Δήμος Ορεστιάδας) — община (дим) на северо-востоке Греции. Входит в периферийную единицу Эврос в периферии Восточная Македония и Фракия. Население 37 695 жителей по переписи 2011 года. Площадь 955,591 квадратного километра. Плотность 39,45 человека на квадратный километр. Административный центр общины — Орестиас. Димархом на местных выборах 2014 года избран Василиос Мавридис (Βασίλειος Μαυρίδης).
Сообщество Орестиас создано в 1924 году (ΦΕΚ 194Α), община Орестиас — в 1946 году (ΦΕΚ 16Α). В 2010 году (ΦΕΚ 87Α) по программе «Калликратис» к общине Орестиас присоединены упразднённые общины Виса, Кипринос и Тригоно.

## Административное деление

Административное деление общины:
1 — Орестиас
2 — по часовой стрелке: Кипринос, Тригоно и Виса

Община (дим) Орестиас делится на 4 общинные единицы.